# Wiesław Ksawery Patek
Wiesław Ksawery Patek (ur. 18 grudnia 1909 w Warszawie, zm. 11 czerwca 1994 w Sztokholmie) – polski publicysta i historyk, minister, delegat Rządu Rzeczypospolitej Polskiej na Uchodźstwie.

## Życiorys
Studiował na Wydziale Prawa Uniwersytetu Warszawskiego, podczas studiów i bezpośrednio po nich był związany z Buntem Młodych i Polityką. W 1933 rozpoczął pracę w służbie dyplomatycznej, początkowo w Moskwie, a następnie w Paryżu, Strasburgu, Oslo (jego następcą był Mieczysław Rogalski) i w Sztokholmie. W 1945 został chargé d’affaires w Oslo, w 1946 wrócił do Szwecji i przez dwa lata pracował w firmie żeglugowej. W 1949 został wykładowcą na Uniwersytecie w Sztokholmie, prowadził zajęcia z historii będąc ekspertem ds. Europy Wschodniej. Od 1951 przez dwadzieścia lat był publicystą "Svenska Dagbladet", specjalizował się w artykułach ekonomicznych, reportażach z podróży pod krajach Europy Zachodniej, zagadnieniach wojskowych Związku Radzieckiego. Publikował również w innych szwedzkich czasopismach, był redaktorem "Rocznika Polonii". Organizował pomoc dla Polaków w ojczyźnie i na emigracji, przez 16 lat pełnił funkcję prezesa Polskiego Komitetu Pomocy. Od 1985 był członkiem Polskiego Towarzystwa Naukowego na Obczyźnie. Spoczywa na Norra begravningsplatsen. Sprawował stanowisko delegata Rządu Rzeczypospolitej Polskiej na Uchodźstwie na teren Szwecji do 6 lipca 1987, po czym zwolniony z tej funkcji i, w uznaniu wkładu w zbliżenie polsko-estońskie, powołany Ministrem Pełnomocnym do Spraw Polsko-Bałtyckich na terenie Szwecji.
3 maja 1980 został odznaczony  przez władze RP na uchodźstwie Krzyżem Komandorskim Orderu Odrodzenia Polski.
Spuściznę po Wiesławie Paktu przejęło Archiwum Państwowe w Sztokholmie (Riksarkivet).